# Cristóbal Parry
Cristóbal Andrés Parry Vargas (Santiago, Chile, 6 de abril de 1997) es un futbolista chileno que juega en el Deportes Linares de la Segunda División Profesional de Chile.